# Nyírség

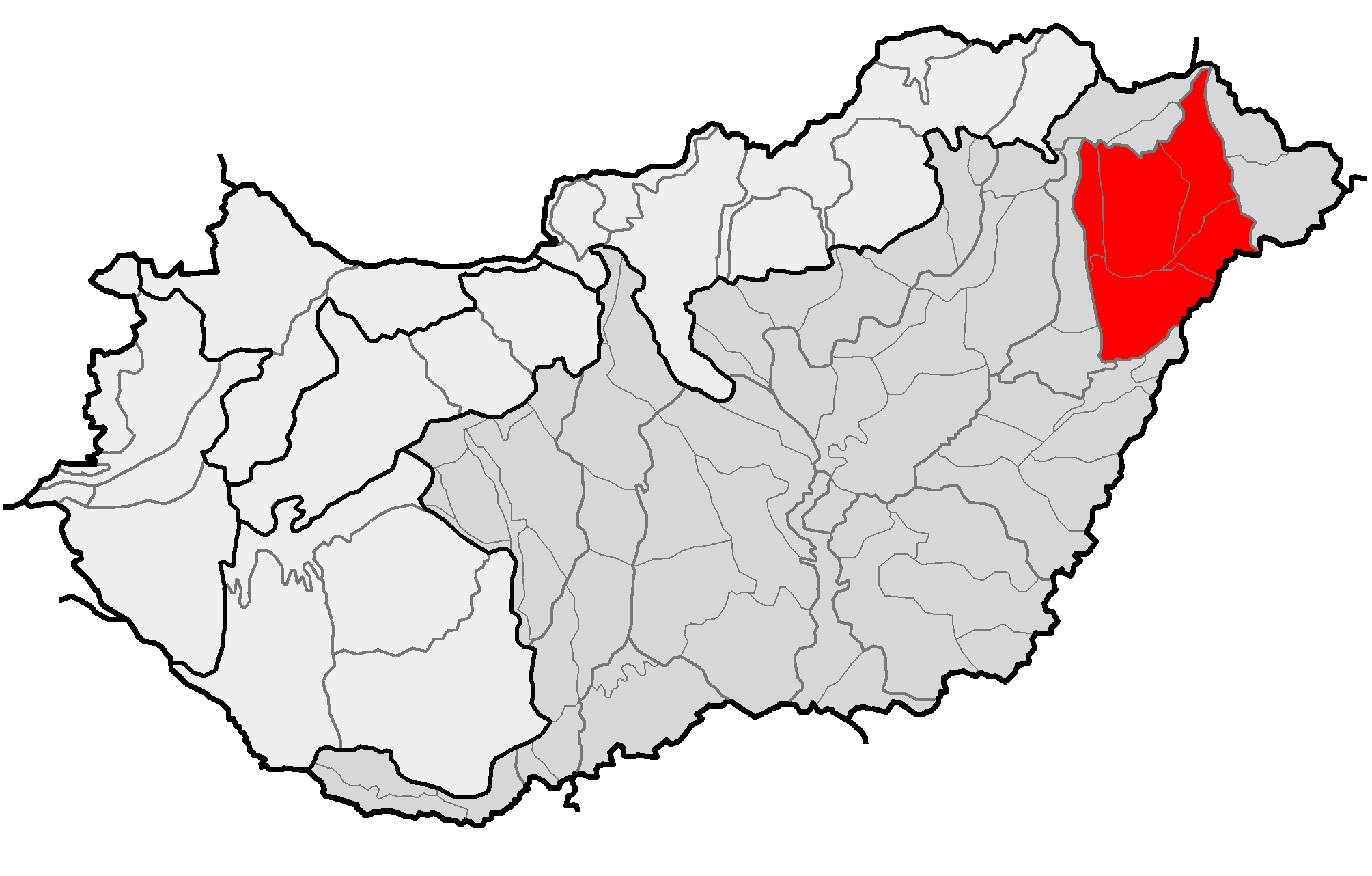
Lage der Nyírség

Nyírség [ˈɲiːrʃeːg] ist eine Region in der ungarischen Tiefebene. Sie befindet sich im Nordosten von Ungarn an der Grenze zu Rumänien und umspannt eine Fläche von 5100 km². Benannt ist sie nach der Birke (ungarisch nyír oder nyírfa), da diese Gegend früher dicht von Birken und Eichen bewachsen war.

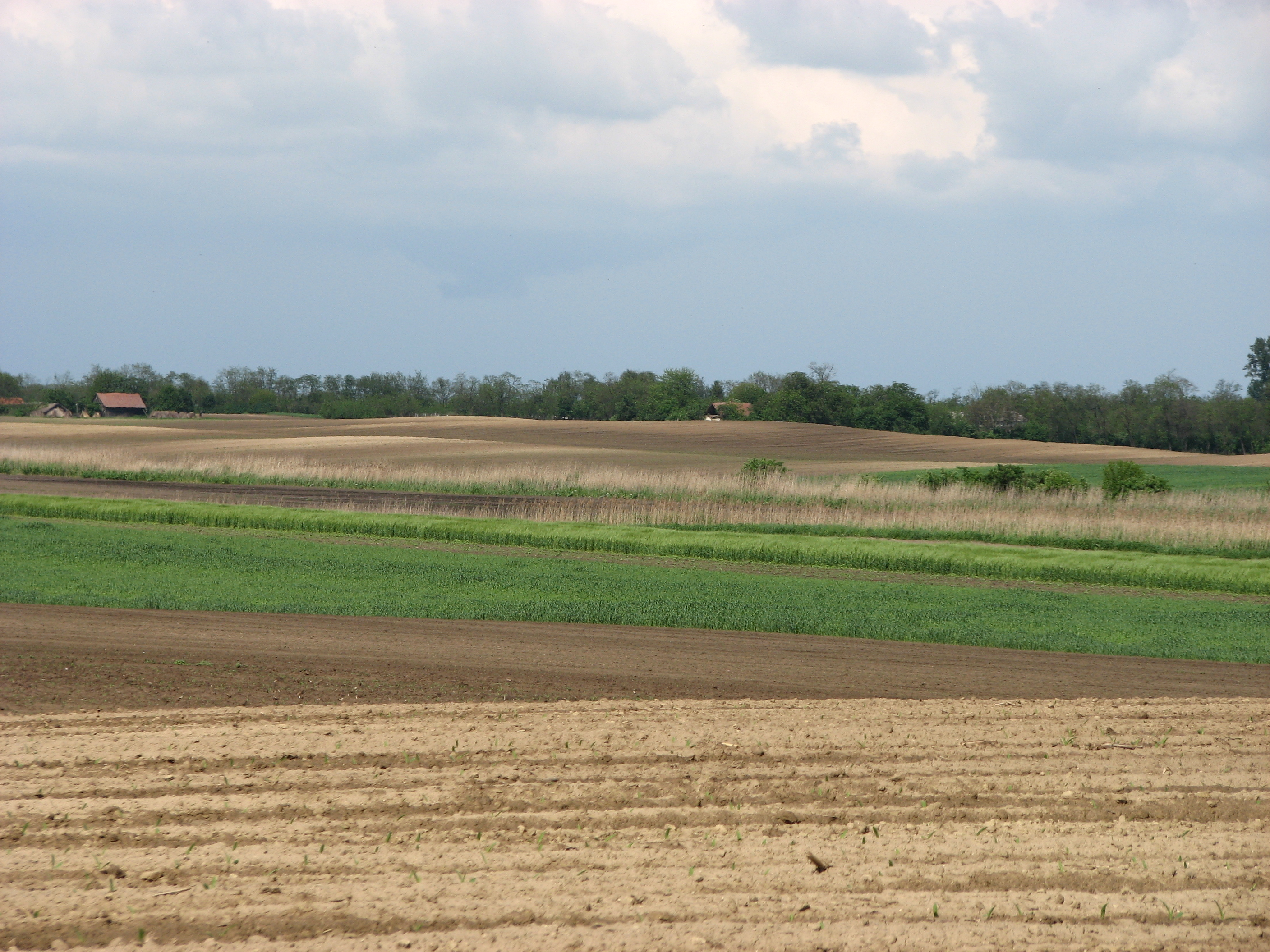
Hügelige Landschaft mit Sandböden in Nyírség

## Geografie und Geologie
Nyírség ist ein Teil der ungarischen Tiefebene, deren Oberfläche von Wind und Wasser geprägt wurde und sehr hügelig ist. Die Hügel haben überwiegend geringe Höhen von 20 bis 50 m; der höchste Punkt ist der Hoportyó mit 183 m über dem Meeresspiegel.
Die Böden der flachwelligen Landschaft bestehen überwiegend aus holozänen Ablagerungen von äolischen Sanden. In den Senken zwischen den Dünen befinden sich die Sedimentschichten kleiner, teilweise noch existenter Wasserflächen.

### Gewässer
- Die Theiß (ungarisch Tisza) ist der längste Nebenfluss der Donau. Mit einer Länge von 591 km fließt die Theiß durch Ungarn.
- Die Kraszna ist ein Nebenfluss der Theiß. Die Quelle befindet sich in Rumänien. Ein Großteil des 193 km langen Flusses fließt durch Rumänien; nur auf 41 km fließt er durch Ungarn.
- Die Szamos ist ein Nebenfluss der Theiß, der sich mit einer Länge von 411 km neben der Theiß schlängelt.
- Keleti-főcsatorna[2] ist der östliche Hauptkanal. Er hat eine Länge von 98 km. Der fischreiche Kanal, der früher für die Landwirtschaft genutzt wurde, befindet sich heute in einem Naturschutzgebiet.
- Lonyai-föcsatorna ist der Hauptkanal von Berkesz, einem Gebiet im Zentrum von Nyírség. Er endet nach 91 km in der Theiß. Sechs größere und mehrere kleinere Kanäle gehen vom Lonyai-Hauptkanal ab.

### Bodenschätze
- Der Tarpai Nagyhegy ist ein Vulkankegel, der als Steinbruch für Dazit genutzt wird.
- Das Raseneisenerz wird durch Ablagerungen aus eisenhaltigen Grundwässern gebildet und abgebaut.
- Im Penészlek finden sich Erdgasvorkommen von etwa 500 Millionen Kubikmeter.
- Aufgrund vieler Lehmvorkommen gibt es mehrere Ziegelfabriken.

## Flora und Fauna
Früher gab es in der Region vor allem Eichen- und Birkenwälder. Der Anteil der Birkenwälder ist heute auf nur noch 12 % zurückgegangen. Heute findet man vor allem Robinien, die für die landwirtschaftliche  Produktion angebaut werden.
An Säugetieren finden sich Rehe, Wildschweine, Füchse und Nagetiere wie Hasen, Mäuse, Frettchen und Wiesel. In den Gewässern leben Wassertiere wie Fischotter, Fische und Frösche.  Wichtige Arten sind die Ungarische Wiesen-Kuhschelle (Pulsatilla pratensis subsp. hungarica), die Ungarische Nacktstängel-Schwertlilie (Iris aphylla subsp. hungarica) und die Frühlingslichtblume (Colchicum bulbocodium).

## Wirtschaft
Das gesamte Gebiet, abgesehen von dem wasserreichen Naturschutzgebiet mit Wasserläufen, Teichen und Sümpfen, wird vorwiegend landwirtschaftlich für Ackerbau und Viehzucht sowie für die Forstwirtschaft genutzt. Es werden Kartoffeln, Tabak, Sonnenblumen, Mohn, Melonen und Aprikosen angebaut, außerdem Trauben und Äpfel für die Produktion von Wein und Apfelsaft.

## Geschichte
Vor etwa 7000 Jahren haben sich Menschen in dieser Region niedergelassen. Die größten Ortschaften wurden gegen Ende des 9. Jahrhunderts gegründet, doch die meisten entstanden zwischen dem 11. und dem 18. Jahrhundert.
Verlassene Orte wurden zu Anfang des 18. Jahrhunderts von Deutschen, Russen, Rumänen und Slowaken wiederbesiedelt. 1753 siedelte Graf Ferenc Károlyi slowakische Bauern evangelischen Glaubens in der Gegend um Nyíregyháza an und sicherte ihnen Steuerfreiheit für drei Jahre zu. Das führte sowohl zu einem Bevölkerungswachstum als auch zu einer Belebung der Wirtschaft, führte aber in der Folge auch zu Spannungen und Konflikten mit der katholischen Obrigkeit.